# Nathan Hale (periodista)

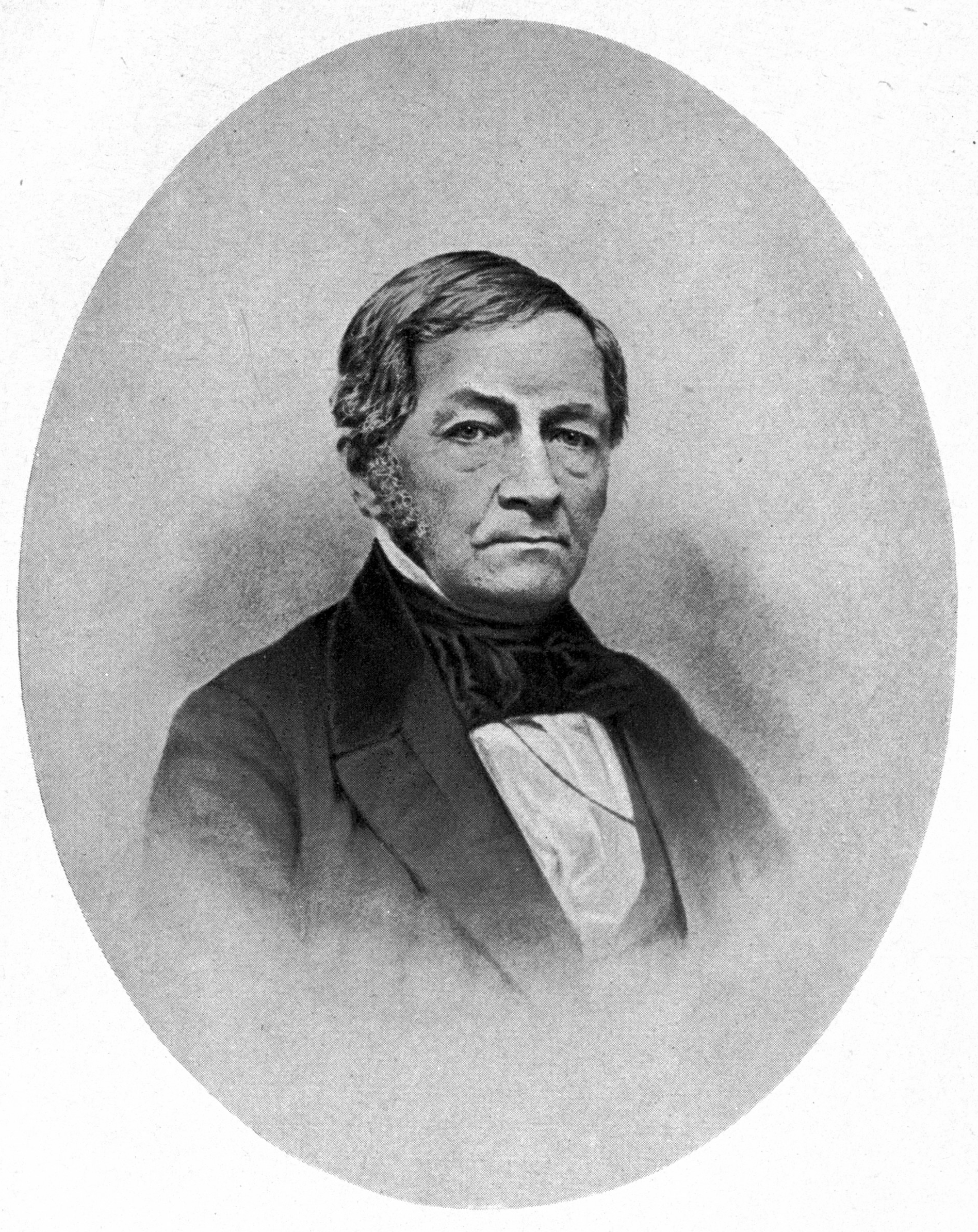
Nathan Hale

Nathan Hale (16 de agosto de 1784 - 9 de febrero de 1863) fue un periodista y editor de periódicos estadounidense que introdujo el comentario regular de la editorial como un artículo de periódico.

## Vida y carrera
Nació en Westhampton, Massachusetts, Hale se graduó de Williams College en 1804 y fue admitido en el colegio de abogados en 1810. Él comenzó a coeditar The Weekly Messenger en 1813 y fundó el Boston Daily Advertiser ese mismo año, actúa como editor y director hasta su muerte en 1863. Hale fue uno de los fundadores de la North American Review en 1815 y el Christian Examiner en 1823. Estuvo activo en la promoción de la mejora industrial, especialmente el ferrocarril de Boston y Albany y la desviación de la Lake Cochituate de agua potable en el Back Bay, el cuello y la Ensenada del Sur.
Su alianza con el Partido Federalista continuó hasta su disolución, después de que Hale de cara con el Partido Whig y, finalmente, el Partido Republicano. Se opuso al proyecto de ley de Compromiso de Misuri y Ley de Kansas-Nebraska. Hale sirve en la Corte General de Massachusetts.
Se casó con Sarah Everett Preston. Sus hijos fueron Sarah Everett Hale, Nathan Hale Jr., Lucrecia Peabody Hale, Edward Everett Hale, Charles Hale, Alexander Hale, y Susan Hale. Nathan Sr. era también el sobrino del ejecutado espía Nathan Hale.